# Ingemar Hultman

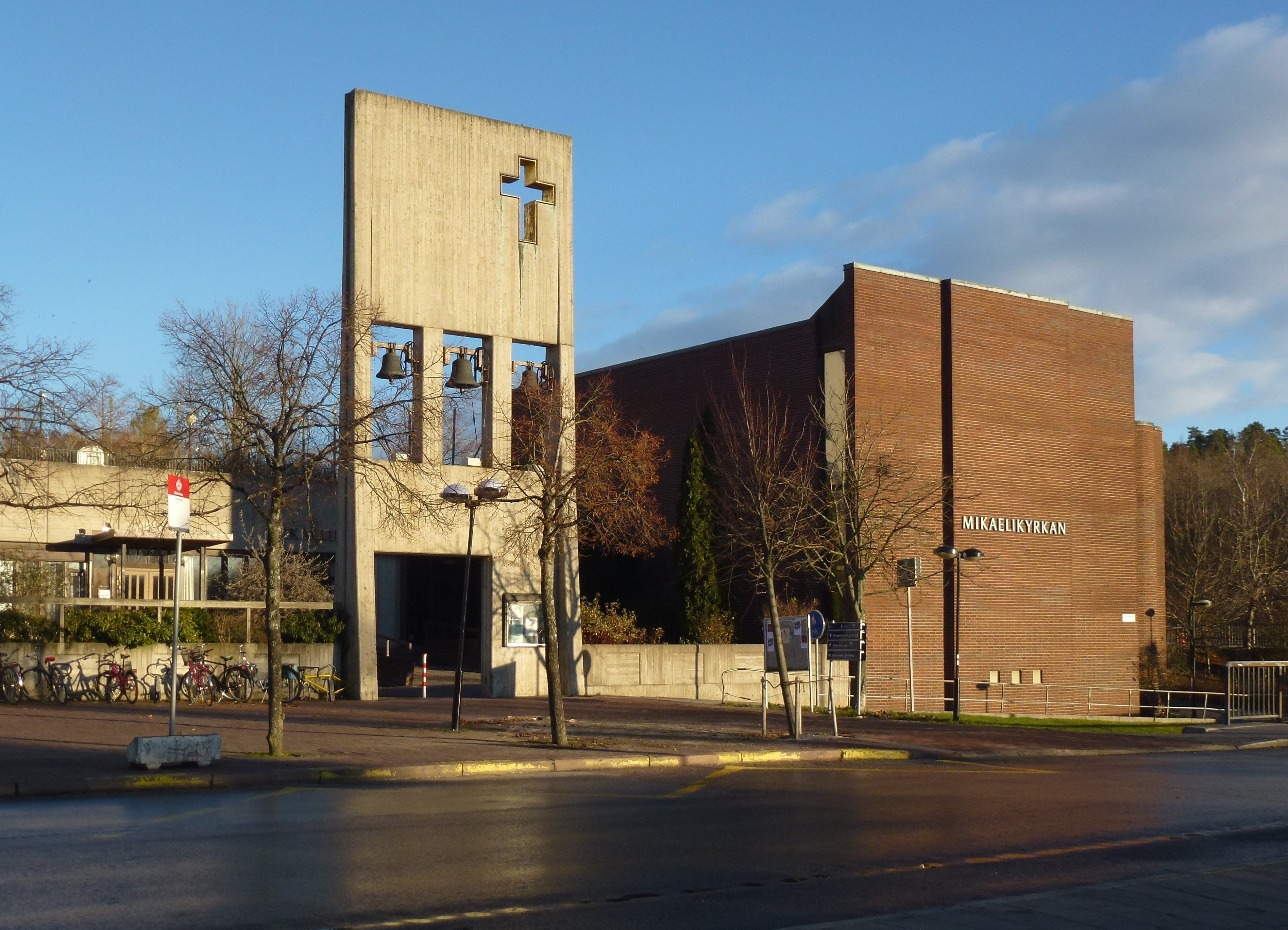
Mikaelikyrkan, Skärholmen (invigd 1967).

Åke Ingemar Hultman, född 31 januari 1929 i Kristinehamn, död 25 september 2001 i Vantörs församling, Stockholm, var en svensk arkitekt.
Hultman, som var son till byggnadsingenjör Helmer Hultman och Hilda Eriksson och bror till Tord Hultman, avlade studentexamen i Kristinehamn 1948 och utexaminerades från Kungliga tekniska högskolan 1955. Han var anställd på Curman & Gunnartz arkitektkontor i Stockholm 1953–1954, bedrev egen arkitektverksamhet tillsammans med brodern, arkitekt Tord Hultman 1954–1958, tillsammans med arkitekt Lars Malmo 1958–1967 och blev förste arkitekt på Stockholms stads fastighetskontor 1967 och tjänstgjorde där till 1994. 
Hultman var engagerad i Svenska Missionsförbundets arbete med frikyrkobyggnader. Han ritade bland annat kyrkor i Karlskoga (i samarbete med brodern), Kristinehamn, Örebro, Hässleholm, Oxelösund, Sandviken, Kolbäck, Kumla och Västerås. I utsmyckningen samarbetade han ofta med konstnären Fritz Sjöström. Han ritade vidare sjukhushotell i Örebro och erhöll första pris i tävling om Stortorget i Örebro (i samarbete med arkitekt Lars Malmo och Fritz Sjöström). Han var representerad vid vandringsutställningen "Konst i offentlig miljö" 1964–1965 och utställningen "Örebro 700" 1965. Hultman är begravd på Lidingö kyrkogård.